# 驚爆六小時
《驚爆六小時》（英語：Second in Command）是一部2006年美國戰爭動作驚悚片，由賽門·費洛斯執導，強納森·鮑爾斯（Jonathan Bowers）、大衛·科利（David Corley）和傑森·羅斯威爾（Jayson Rothwell）編劇，尚-克勞德·范·達美主演。電影在美國2006年5月2日以DVD首映發行。
劇情講述摩達維亞選出新總統艾米瑞夫總統（President Amirev，瑟班·席利亞飾演）後，競爭對手兼共產黨領袖不甘失敗，煽動民兵造成動亂，企圖暴力推翻新政權。美國武官山姆·基南（Sam Keenan，范·達美飾演）接手前往總統府營救艾米瑞夫總統的任務，但當總統成功被送往美國大使館保護後，大批民兵包圍此處，企圖強行奪走目標。

## 劇情
與美國建立邦交的東歐國家摩達維亞選出尤里·艾米瑞夫成為新任總統，試圖讓摩達維亞成為民主國家。但競爭對手兼殘暴的共產黨獨裁者阿列克謝·基里洛夫不甘失敗，於是煽動民兵在總統府前造成動亂，破壞國家的穩定。民兵主要由安東·塔瓦洛夫所指揮。美國海豹部隊武官山姆·基南被派往摩達維亞，成為美國大使館的新安全專員。
當總統府衛兵未經艾米瑞夫的許可下向叛亂份子開火時，叛亂份子衝進了府中，企圖拿下艾米瑞夫。基南自願艾米瑞夫帶出總統府，送至美國大使館安置。但事情並未結束，五十名美國人躲在大使館裡，塔瓦洛夫和他的民兵大軍已經抵達大門前，計劃用任何必要的手段炸毀大樓並把艾米瑞夫拖出去。喬治·諾蘭大使在一場火箭砲攻擊中喪生，基南等人被迫自主決定策略。
為了保衛大使館，基南只有15名海軍陸戰隊員、中央情報局官僚法蘭克·葛恩、有限的彈藥和他的武術技能來阻止塔瓦洛夫的軍隊，直到美國增援部隊到達。更糟糕的是，基南的女友兼記者米雪·惠特曼被敵方挾持為人質。基南還與蓋恩之間發生了權力鬥爭。之後基南成功營救了米雪。蓋恩反對基南誓死抵抗的決定，提議利用地下隧道讓管理的人們離開，這項決定受到華府支持。但未料，風聲走漏，接應平民的公車爆炸，大批民兵藉由隧道進攻，直到基南擊敗他們並發住隧道。原來米雪身上被塔瓦洛夫裝上了竊聽器。基南最後接手成為總指揮官。
塔瓦洛夫的人馬聽聞博爾格夫將軍的到來而撤退，他與蓋恩關密密切而被認為可信時，將軍現出原形，他原來站在叛亂份子一邊，當眾殺死了蓋恩。塔瓦洛夫和叛亂份子們在強大火力的掩護下進攻大使館；塔瓦洛夫與基南在地下室展開搏鬥，基南最後殺死了對方。同時美軍增援的幾架直升機抵達，以猛烈的砲火殺死了街上的叛亂份子。隔日，戰鬥結束後，艾米瑞夫總統與基南告別。基南拒絕回國而是與米雪待在一起。

## 演員
- 尚-克勞德·范·達美飾演山姆·基南武官（Commander Sam Keenan）[2]
- 茱莉·考克斯（英语：Julie Cox）飾演米雪·惠特曼（Michelle Whitman）[2]
- 艾倫·麥肯納（英语：Alan McKenna (actor)）飾演約翰·鮑德溫上尉（Captain John Baldwin）[2]
- 威廉·塔普利（William Tapley）飾演CIA探員法蘭克·蓋恩（CIA Agent Frank Gaines）[2]
- 拉薩克·阿都提（英语：Razaaq Adoti）飾演厄爾·達奈爾槍砲中士（Gunnery Sergeant Earl Darnell）[2]
- 維利柏·托皮可（英语：Velibor Topić）飾演安東·塔瓦洛夫（Anton Tavarov）
- 瑟班·席利亞（Serban Celea）飾演尤里·艾米瑞夫總統（President Yuri Amirev）
- 弗拉德·伊凡諾夫（英语：Vlad Ivanov）飾演區域安全官約翰·萊登（Regional Security Officer John Lydon）
- 克林·史汀頓（英语：Colin Stinton）飾演喬治·諾蘭大使（Ambassador George Norland）

## 製作和發行
史考特·艾金斯原本被選定演出，但因其他片約衝突而放棄。主要拍攝從2005年6月7日至7月27日在羅馬尼亞布加勒斯特進行，為期50天。
奇怪的巧合是，在2005年7月7日，即倫敦七七爆炸案之日，拍攝了引爆了一些包裹炸彈以分散叛亂分子對美國大使館的注意力的戲份。該爆炸發生的時間幾乎與英國發生的時間完全一致。這部電影的主要英國工作人員在午休後不久得知七七爆炸案，並在當天剩餘時間內暫停拍攝。
電影在美國2006年5月2日以DVD首映發行，首週以104萬美元的收入位居當週租賃排名第24位。DVD於2006年5月2日在美國1區發行。2006年5月15日在英國2區發行。

## 外部連結
- 互联网电影数据库（IMDb）上《驚爆六小時》的资料（英文）
- 爛番茄上《驚爆六小時》的資料（英文）
- AllMovie上《驚爆六小時》的资料（英文）